# Лонгони Норд (Бергамо)
Лонгони Норд је насеље у Италији у округу Бергамо, региону Ломбардија.
Према процени из 2011. у насељу је живело 19 становника. Насеље се налази на надморској висини од 317 м.